# Habanero
L'habanero è una cultivar di peperoncino della specie Capsicum chinense, tipica della penisola dello Yucatán. Ne esistono molte varietà, tra cui la "Chocolate", la "Orange" e la Red Savina.
La sua coltivazione può avvenire sia in vaso che in terra, nel vaso la dimensione di quest’ultimo ne caratterizza fortemente la crescita e la produzione. I frutti verdi che iniziano a cambiare colore generalmente lo fanno in un massimo di 7 giorni, e la maturazione si completa 3 giorni dopo che raggiungono il giusto colore. Se si vuole aumentare la piccantezza basta adottare alcuni accorgimenti quali:
- in fase di crescita dei frutti si deve stressare la pianta alternando periodi di siccità con periodi di intense innaffiature e con vaporizzazione di acqua sulle foglie.
- minimo 5 giorni prima della raccolta smettete ogni tipo di innaffiatura.
- esporre sempre le piante alla massima luce possibile senza lasciarle direttamente sotto il sole per troppo tempo.

## Origine
Il nome habanero deriva dall'Avana, la capitale di Cuba, da cui si ritiene provenga. Molti ritengono che non cresca più nella regione d'origine, ma Dave DeWitt ha fatto crescere alcuni semi di transfughi cubani, i quali hanno prodotto degli habanero arancioni. Spesso il termine viene utilizzato come sinonimo per tutte le varietà di Capsicum chinense, anche se in maniera erronea.
Il maggior produttore mondiale è il Messico, dove viene coltivato nello Yucatán, nel Campeche e nel Quintana Roo, tuttavia sono presenti coltivazioni commerciali anche in Belize, Costa Rica, Texas e California. Negli ultimi anni sono presenti coltivazioni importanti e commerciali anche in Italia, in particolare in Calabria e Toscana.

## Identificazione
L'habanero è un tipico C. chinense, un arbusto a portamento eretto, con foglie ovato-lanceolate, verdi. Si distingue dalle altre varietà della specie per il frutto, generalmente a forma di lanterna, che può presentarsi con la punta allungata in forma conica o rientrante, ed è proprio la forma del frutto la caratteristica che identifica la varietà. Le dimensioni vanno dai 2 cm fino agli 8 cm di lunghezza, e circa la metà in larghezza, anche se la taglia varia molto a seconda della cultivar. Il colore è verde quando immaturo, mentre a maturazione può essere bianco, giallo, arancione, rosso, viola o marrone.

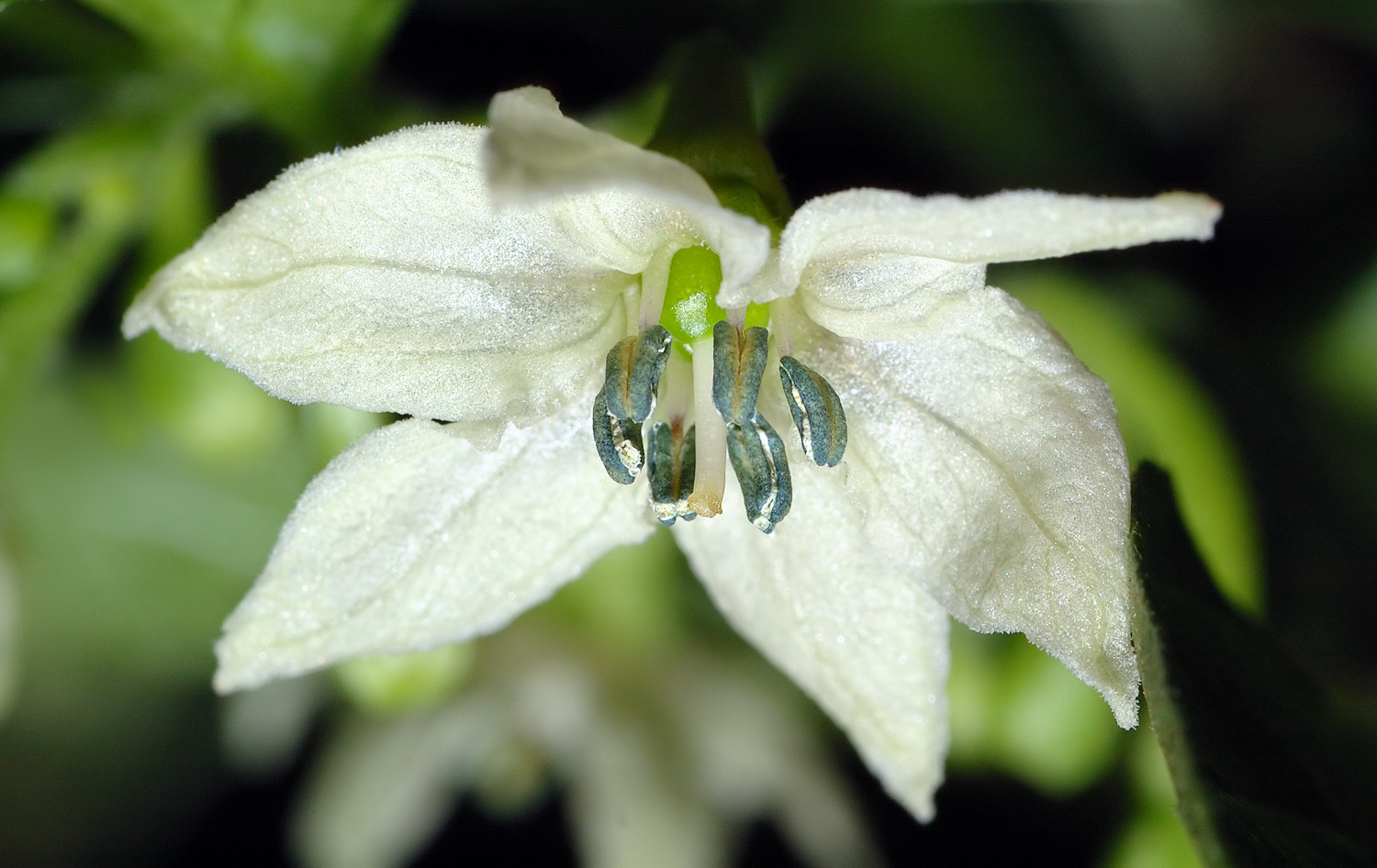
Fiore
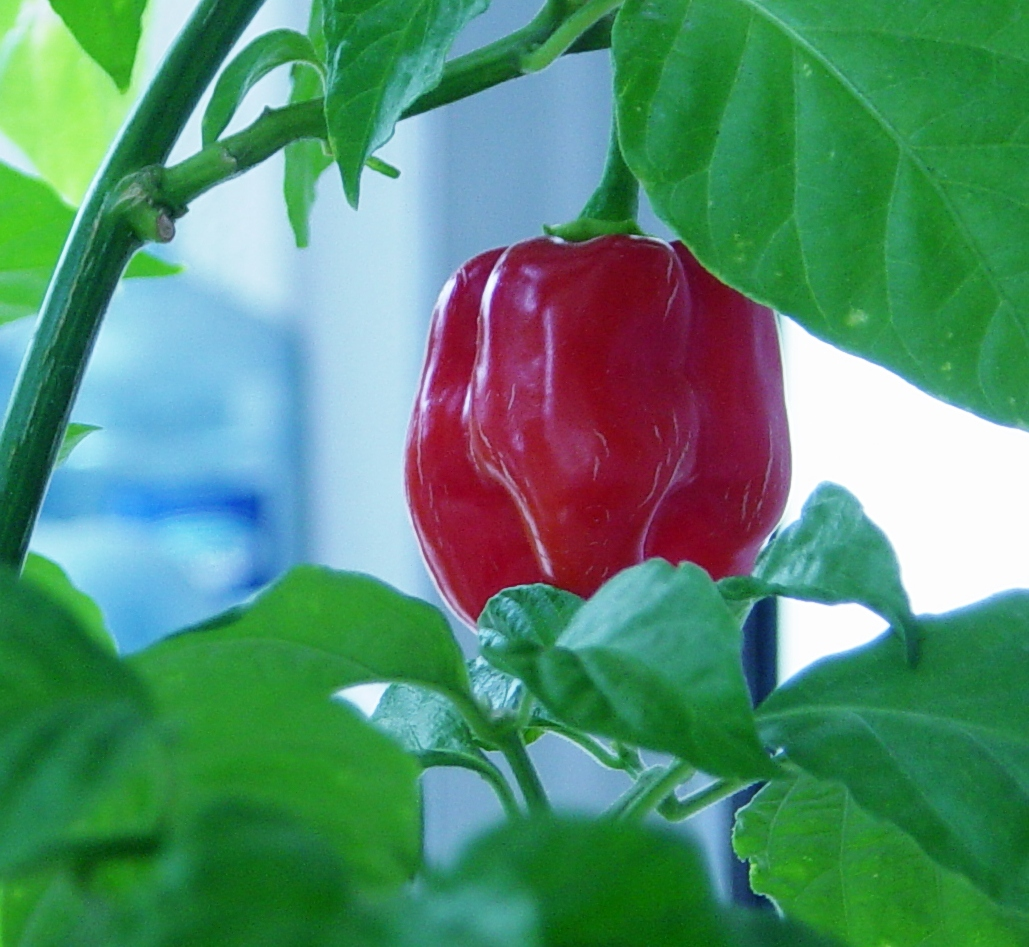
Un Red Savina maturo
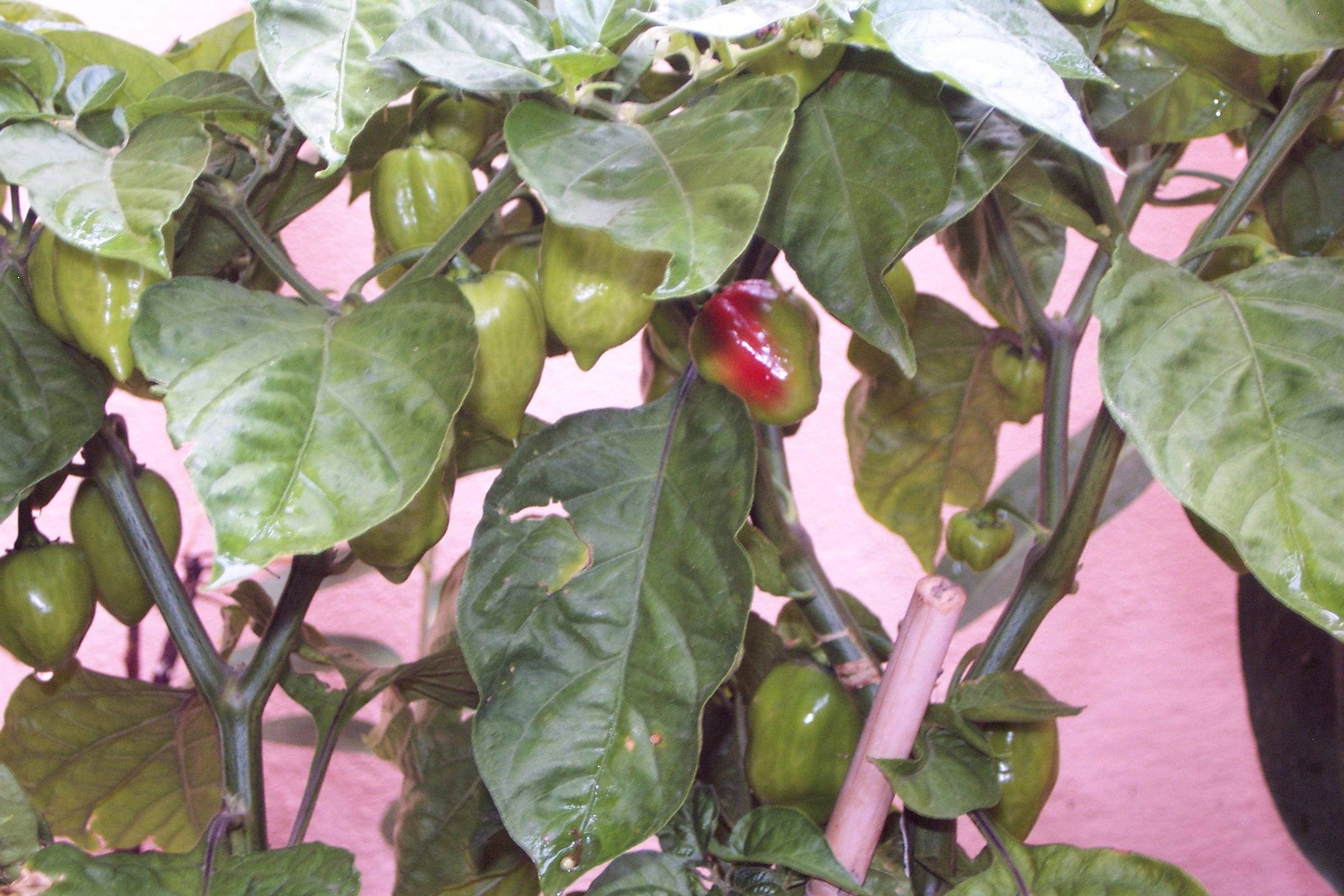
Un habanero rosso in via di maturazione
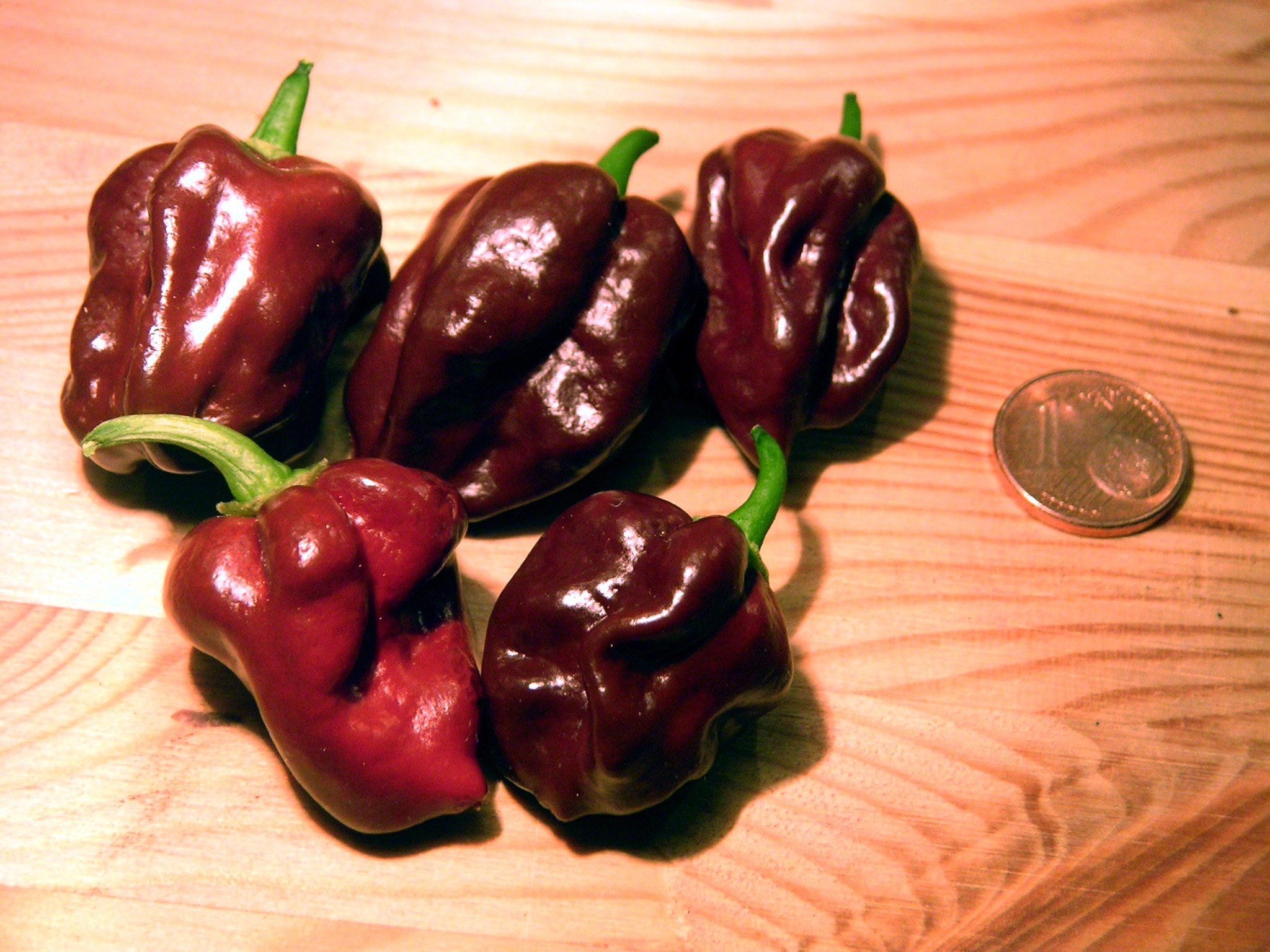
Varietà 'Chocolate'
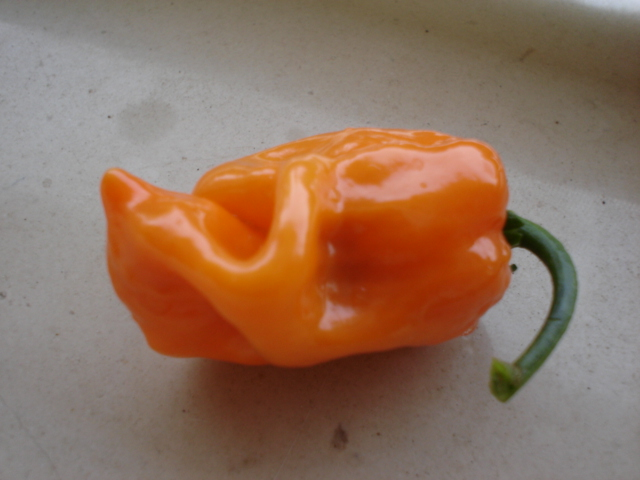
Varietà 'Orange'
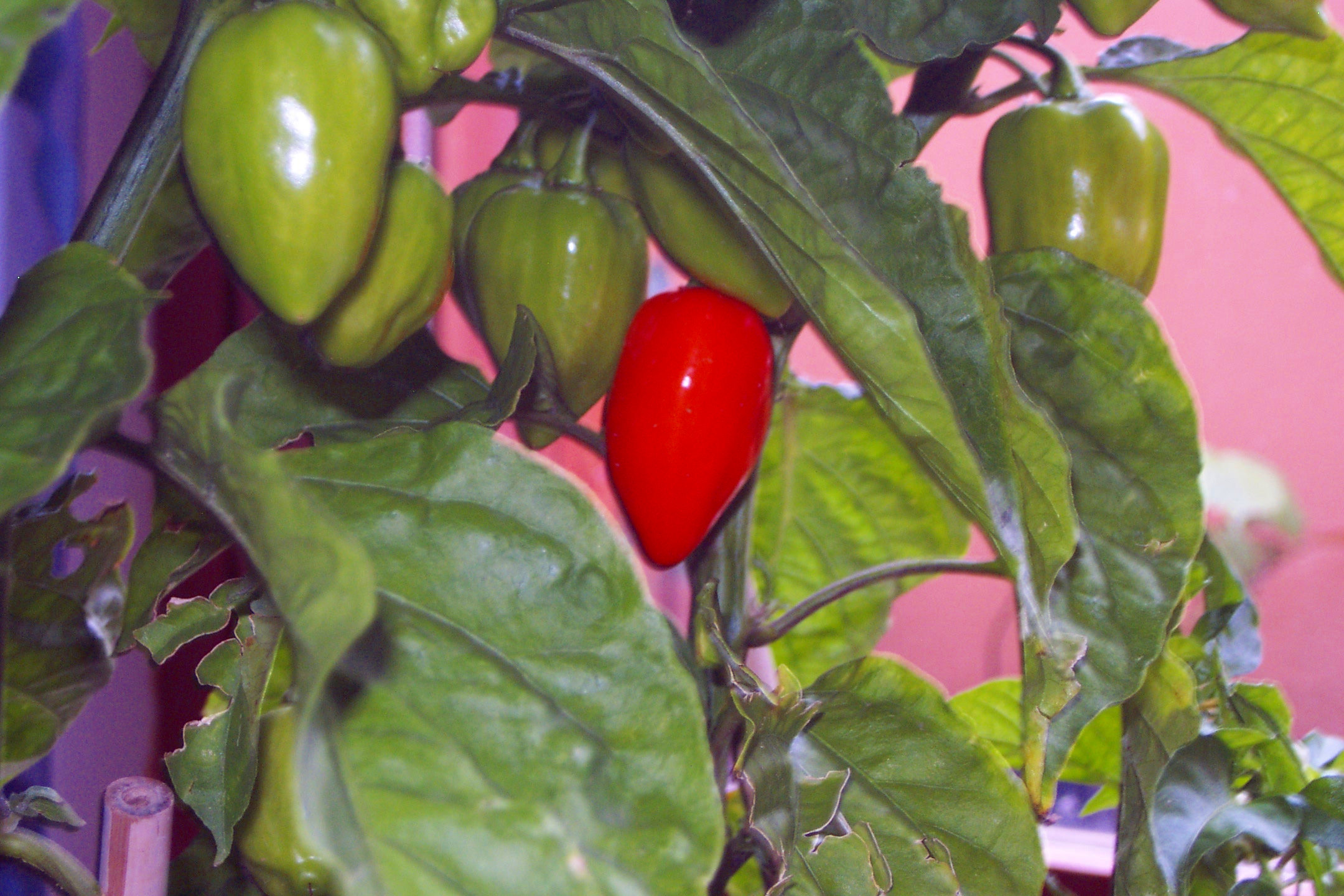
Un habanero Red Savina in fase di crescita e maturazione

## Cultivar di Habanero
- Habanero Adalberto
- Habanero Big Sun
- Habanero Black
- Habanero Black Stinger
- Habanero Brown
- Habanero Brown Large
- Habanero Cappuccino
- Habanero Caribbean
- Habanero Caribbean Chocolate
- Habanero Chichen Itza
- Habanero Chocolate
- Habanero Congo Black
- Habanero Cristina
- Habanero Dutch
- Habanero Francisca
- Habanero Gambia
- Habanero Gambia Orange
- Habanero Gelbe Zwerge
- Habanero Giallo
- Habanero Golden
- Habanero Goronong
- Habanero Green
- Habanero Grosse Blatter
- Habanero Guadalupe
- Habanero Harald St Bart
- Habanero Hot Lemon
- Habanero Ivory
- Habanero Kukulcan
- Habanero Luciferino
- Habanero Manzano
- Habanero Martinique
- Habanero Mexican Orange
- Habanero Mustard
- Habanero Naranja
- Habanero Neon
- Habanero Numero Diez
- Habanero Orange
- Habanero Orange Apple
- Habanero Orange Devil
- Habanero Pastel
- Habanero Peach
- Habanero Peruvian White
- Habanero Pink
- Habanero Pointed Yellow
- Habanero Purple
- Habanero Red
- Habanero Red Savina
- Habanero Roatan Pumpkin
- Habanero Rosso
- Habanero Rosso Mistah
- Habanero Salmon
- Habanero St Lucia Island
- Habanero St Lucia Sweet
- Habanero St Martin
- Habanero Surinam
- Habanero Ugandian Red
- Habanero Vicentes Sweet
- Habanero Vietnam
- Habanero Westindian Yellow
- Habanero White
- Habanero White Giant

## Gradazione Scoville
Nella scala di Scoville, tipicamente, gli habanero in commercio vanno da circa 80.000 fino a 250.000 SU. Ne sono state prodotte anche delle varietà più delicate, tramite incroci con varietà di C. chinense dolci. Il Red Savina raggiunge 577.000 SU, ed è stato dal 1992 detentore del Guinness dei primati come peperoncino più piccante, spodestato solo nel 2006 dal Bhut jolokia. La capsaicina, a seconda della taratura dell'HPLC, si colloca a 15.000.000 o 16.000.000 SU. 
| Varietà                            | Tipo di frutto | Nome scientifico | Unità di Scoville |
| Red Savina                         | Lanterna       | C. chinense      | 200.000 - 577.000 |
| Habanero rosso, Habanero Chocolate | Lanterna       | C. chinense      | 100.000 - 350.000 |
| Habanero arancione, giallo, bianco | Lanterna       | C. chinense      | 80.000 - 300.000  |
| Habanero TAM                       | Lanterna       | C. chinense      | 50.000 - 100.000  |